# BCEAO-toren (Bamako)
De BCEAO-toren (Frans: Tour de la BCEAO) in het centrum Bamako, de hoofdstad van Mali, is (met 20 verdiepingen) het hoogste gebouw in deze stad.
In de toren zetelt de Malinese vestiging van de Banque Centrale des États de l'Afrique de l'Ouest (BCEAO), de centrale bank van een aantal Franstalige West-Afrikaanse staten die zijn verenigd in de Economische Gemeenschap van West-Afrikaanse Staten.
Het ontwerp van het gebouw is geïnspireerd door de bekende moskeeën van Djenné en Timboektoe.